# Frances (fiume)
Il Frances è un fiume del Canada, lungo 140 chilometri. Il fiume nasce dal Lago Frances, nello Yukon e poi scorre verso sud/sud ovest fino ad immettersi nel Liard.

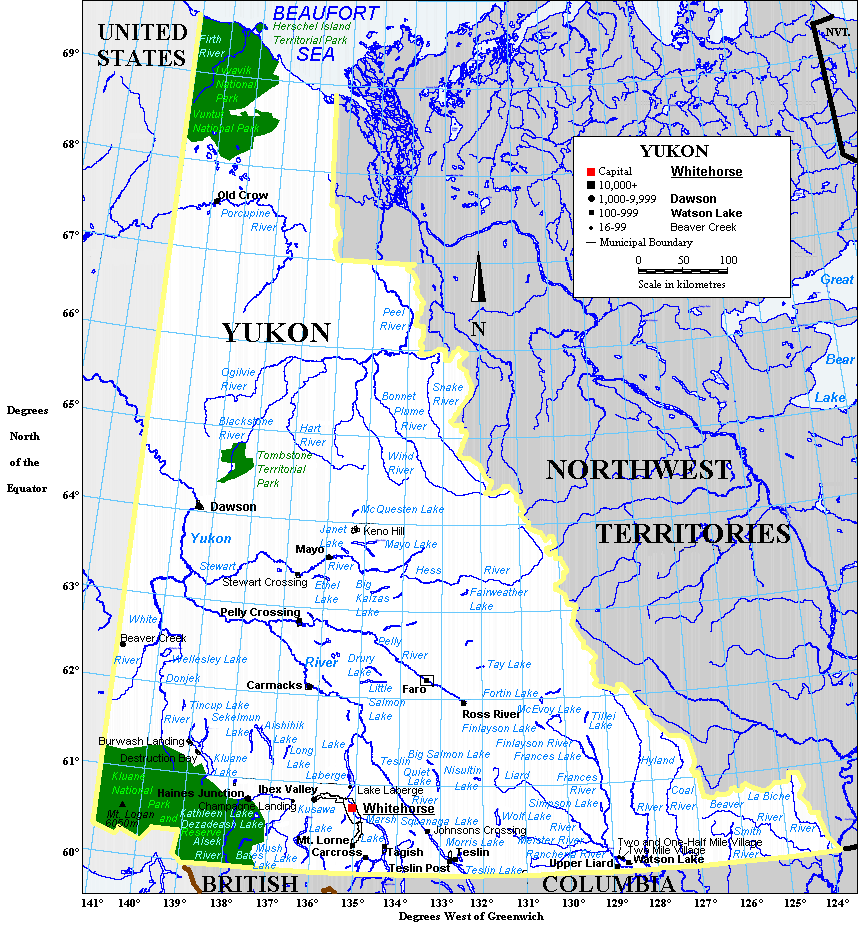
Mappa idrografica dello Yukon, il Frances è visibile in basso a sinistra